# Svinice
Svinice (em húngaro: Szinyér) é um município da Eslováquia, situado no distrito de Trebišov, na região de Košice. Tem 5,26 km² de área e sua população em 2018 foi estimada em 216 habitantes.

## Demografia
| Ano:        | 1994 | 2004   | 2014   | 2024   |
| ----------- | ---- | ------ | ------ | ------ |
| Broj ljudi: | 248  | 245    | 230    | 219    |
| Razlika:    |      | -1,20% | -6,12% | -4,78% |

| Ano:               | 2023 | 2024   |
| ------------------ | ---- | ------ |
| Número de pessoas: | 213  | 219    |
| Diferença:         |      | +2,81% |